# Quart (Andorre)
Pour les articles homonymes, voir Quart.
Un quart désigne en Andorre la subdivision traditionnelle de certaines paroisses.

## Lesquartsdes différentes paroisses
- La paroisse d'Ordino est divisée en cinq quarts : Ansalonga, La Cortinada, Llorts, Ordino et Sornàs[2],[3].
- La paroisse de La Massana est divisée en huit quarts : l'Aldosa, Anyós, Arinsal, Erts, la Massana, Pal, Sispony et un Quart Mitger[3].
- La paroisse de Sant Julià de Lòria est divisée en sept quarts qui a la différence des autres paroisses ne sont toutefois pas dotés de compétences particulières[4] :  Dalt, de Baix, Aixirivall, Auvinyà, Bixessarri, Fontaneda et Nagol[3].
- La paroisse de Canillo est divisée quant à elle en veïnats (« voisinages ») qui sont l'équivalent des quarts[3].
- La paroisse d'Andorre-la-Vieille a été divisée en deux quarts jusqu'au 14 juin 1978, date à laquelle ses deux quarts sont devenus les paroisses actuelles d'Andorre-la-Vieille et d'Escaldes-Engordany[3].

## Fonctions
À Ordino et à La Massana, les quarts sont fonctionnels et élisent des représentants. Tous les quarts disposent d'un llevador qui a un rôle de présidence et est assisté d'un manador qui est chargé de l'application des décisions prises,,.
Les domaines de compétence des quarts tendent à se réduire de plus en plus au profit du comù. Traditionnellement les quarts ont un rôle dans la gestion de la voirie ou de l'approvisionnement en eau.